# Vertreibung der Deutschen aus der Tschechoslowakei

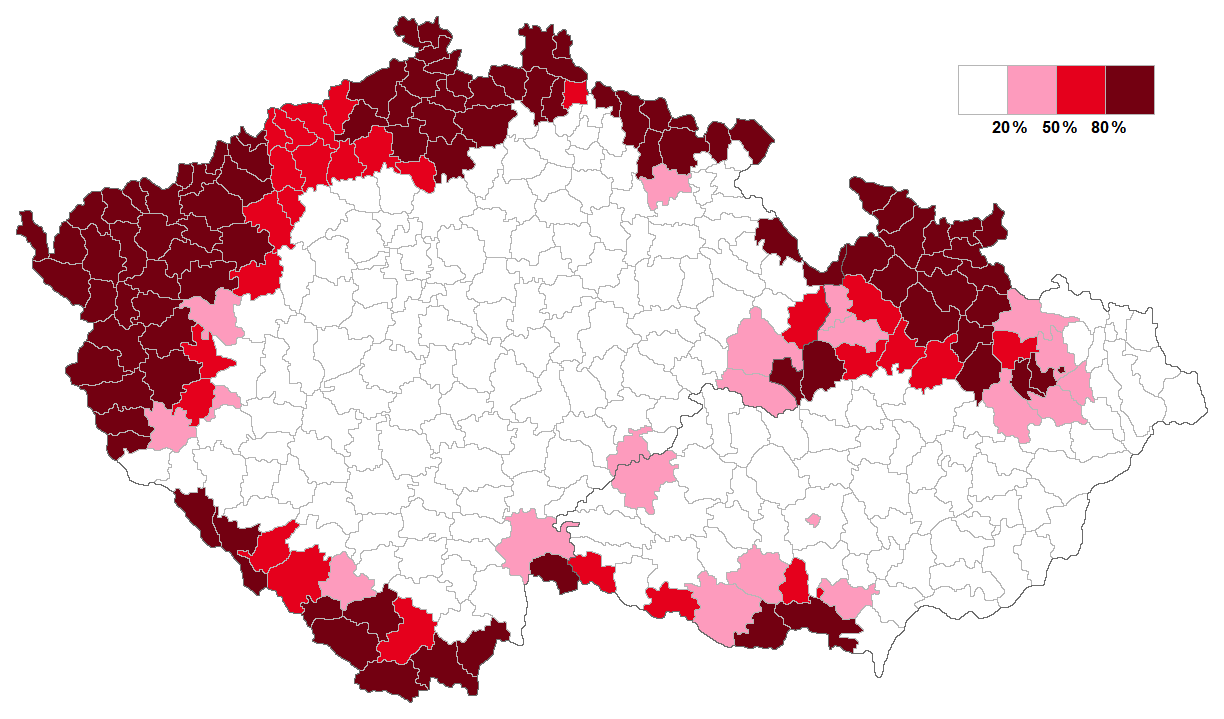
Deutsche Siedlungsgebiete in den böhmischen Ländern (1930, deutscher Bevölkerungsanteil in Prozent):
0–25 %
25–50 %
50–75 %
75–100 %

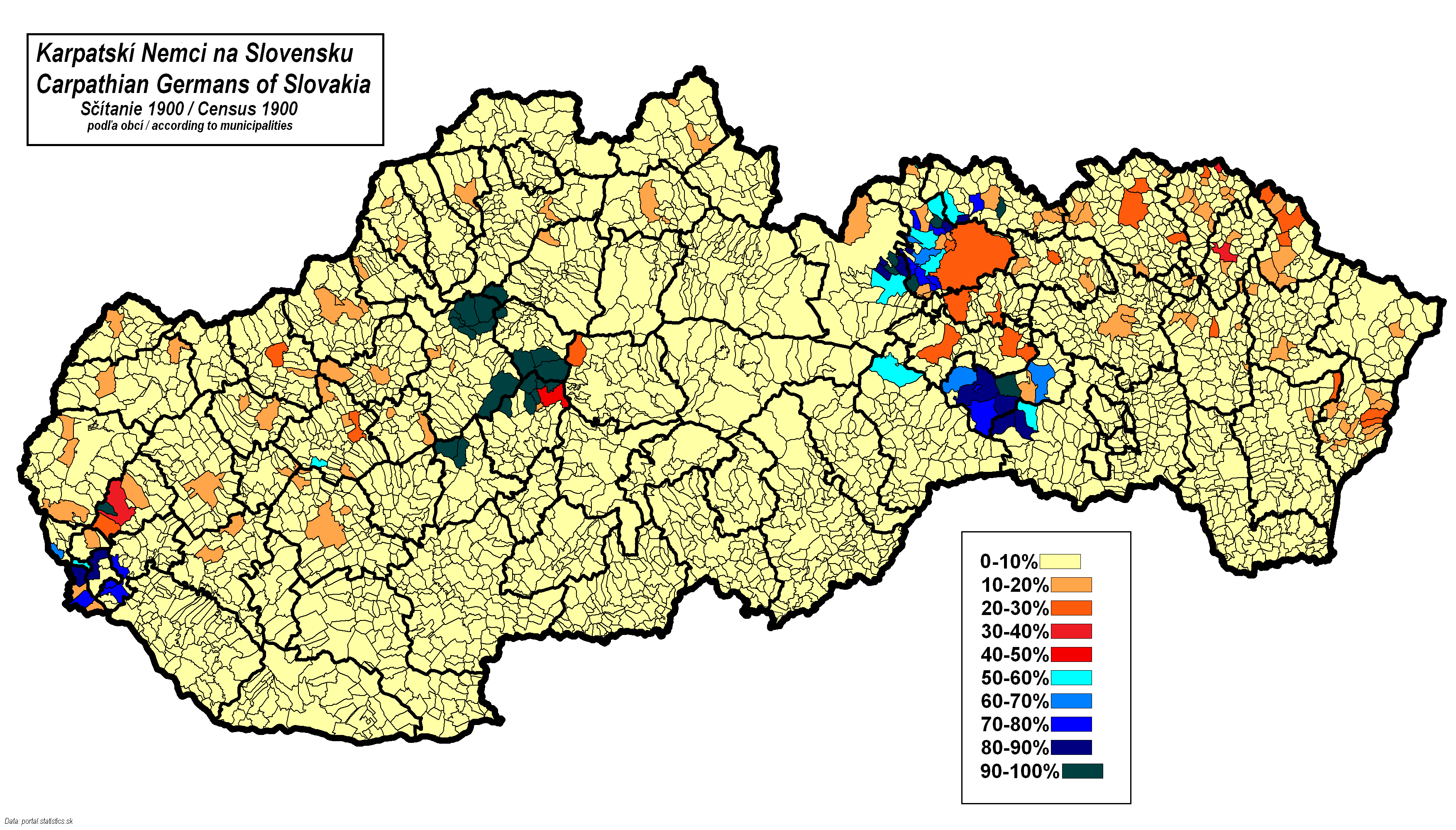
Deutsche Siedlungsgebiete auf dem Gebiet der heutigen Slowakei (1900, deutscher Bevölkerungsanteil in Prozent)

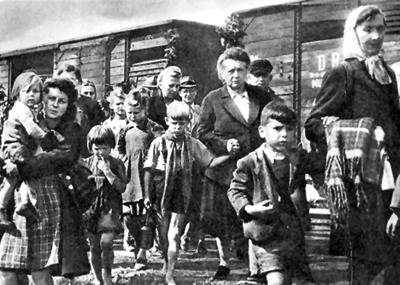
Vertriebene Sudetendeutsche (1945)

Odsunstempel auf der Rückseite einer Geburtsurkunde, Mai 1946

Die Vertreibung der Deutschen aus der Tschechoslowakei (tschechisch: Vysídlení [‚Aussiedlung‘], odsun [‚Abschiebung‘] oder vyhnání [‚Vertreibung‘] Němců z Československa [‚der Deutschen aus der Tschechoslowakei‘]) nach dem Zweiten Weltkrieg und der Wiedererrichtung des Staates, betraf in den Jahren 1945 und 1946 geschätzt etwa drei Millionen Menschen, die damit ihre angestammte Heimat verloren.
Die Einwohner deutscher Nationalität wurden ab Juni 1945 unter Androhung und Anwendung von Gewalt zum Verlassen ihrer Heimat gezwungen. Neben den Deutschböhmen und Deutschmährern im tschechischen Landesteil betraf das auch die Karpatendeutschen in der Slowakei. Von der Vertreibung ausgenommen waren Facharbeiter und Ingenieure, die für den Wiederaufbau des Staates benötigt wurden und erst später, nach der Übertragung ihres Wissens an tschechische Neusiedler, ausgewiesen werden sollten. Die Machtübernahme der Kommunisten im Februar 1948 stoppte dieses Vorhaben.
Nach dem Beneš-Dekret 108 vom 25. Oktober 1945 wurde das gesamte bewegliche und unbewegliche Vermögen (Immobilien und Vermögensrechte) der deutschen (und ungarischen) Einwohner konfisziert und unter staatliche Verwaltung gestellt.

## Politischer Sprachgebrauch
Auf Englisch sowie im Potsdamer Abkommen wurde der technische, das tatsächliche Geschehen ausblendende Ausdruck transfer (deutsch „Überstellung“, „Versetzung“) benutzt, der in diesem Kontext im Tschechischen kein entsprechendes Äquivalent hat – nur ungefähr nähert sich ihm der Ausdruck přesun.
Die KSČ, teilweise auch die postkommunistische Geschichtsschreibung, benutzten für diese Vorgänge überwiegend die Ausdrücke „Abschiebung“ oder „Aussiedlung“ (tschechisch odsun, vysídlení), seltener „Vertreibung“ (tschechisch vyhnání).
Peter Glotz hat in seinem Buch Die Vertreibung die menschenrechtliche Problematik aus deutscher Sicht thematisiert. Unter diesem Aspekt erscheinen die Begriffe „Abschiebung“ und „Aussiedlung“ als Euphemismen.
Tschechen und Deutsche konnten sich bis heute nicht auf eine gemeinsame Bezeichnung für die Deportationen einigen: Wer über Abschiebung oder Aussiedlung spricht, wird von Deutschen meist als Verharmloser des Vorgangs angesehen; in ihren Augen erscheint ausschließlich der Begriff „Vertreibung“ angemessen. Tschechen beziehen sich hingegen auf die Vorgeschichte des Vorgangs, die vielen von ihnen die Entfernung der Deutschen aus der Tschechoslowakei als angemessen erscheinen ließ. Sie wählten daher andere Begriffe als den ihrer Auffassung nach ungerechtfertigten oder eine moralische Verurteilung implizierenden Begriff der Vertreibung.
Allerdings scheint sich seit 2015 ein Wandel zu vollziehen. Zum 70. Jahrestag des Brünner Todesmarsches hat der dortige Oberbürgermeister in einer öffentlichen Deklaration zum ersten Mal auch auf Tschechisch den Begriff „Vertreibung“ (tschech. vyhnání) verwendet. Diese Erklärung wurde an alle Anwesenden des Gedenkaktes (darunter die Botschafter Österreichs und Deutschlands in der Tschechischen Republik) in gedruckter Form verteilt.

## Vorgeschichte der Vertreibung

### 19. und 20. Jahrhundert
Böhmen und Mähren hatten zum Heiligen Römischen Reich und danach bis 1866 zum Deutschen Bund gehört, und zwar seit 1804 als Teile des Kaisertums Österreich. Für manche Abgeordnete der Frankfurter Nationalversammlung war es 1848 überraschend, dass tschechische Wahlkreise der österreichischen Monarchie keine Abgeordneten nach Frankfurt entsenden wollten, weil diese sich Böhmen und Mähren nicht als Teile eines geeinten Deutschlands vorstellen konnten.
Von Radikalen beider Seiten gab es bereits damals erste Vorstellungen bzw. Pläne dazu, die nationale Frage in den beiden österreichischen Kronländern durch die Vertreibung der Deutschen oder der Tschechen aus Böhmen und Mähren radikal zu lösen. Diese Haltung wurde aber nur von einer sehr kleinen Minderheit beider Nationalitäten vertreten.
Im Zuge des wachsenden Nationalismus seit den 1870er Jahren gewannen solche Überlegungen in radikalen Kreisen von Deutschen und Tschechen deutlich an Raum. Viele altösterreichische Deutsche wollten den Tschechen nicht völlige sprachliche und politische Gleichberechtigung einräumen (siehe: Badeni-Krawalle). Jüngere tschechische Politiker hingegen wollten Böhmen und Mähren nicht mehr von Wien aus regieren lassen, sondern die Innenpolitik der Länder der böhmischen Krone ebenso autonom gestalten, wie es im Österreichisch-Ungarischen Ausgleich von 1867 geregelt wurde.
1871 beschloss der böhmische Landtag die Schaffung einer autonomen Verfassung (Fundamentalartikel), was jedoch von der Deutschliberalen Partei abgelehnt wurde.
Unter dem österreichischen Ministerpräsidenten Eduard Taaffe wurde 1880 Tschechisch neben Deutsch wieder gleichberechtigte Amtssprache in Böhmen, jedoch nur in Gemeinden mit bedeutendem tschechischem Bevölkerungsanteil.
1897 erließ der österreichische Ministerpräsident Graf Badeni eine Sprachenverordnung für Böhmen und Mähren, nach der dort alle politischen Gemeinden zweisprachig zu verwalten waren. Damit avancierte Tschechisch in beiden Kronländern zu einer gleichberechtigten Landessprache. Daraufhin legten deutsche Abgeordnete den österreichischen Reichsrat lahm. Aufgrund der Boykotte im Parlament und in den böhmischen Ländern musste Kaiser Franz Joseph I. die Regierung schließlich entlassen, und 1899 wurde die Nationalitätenverordnung wieder verwässert bzw. aufgehoben.
Das erboste wiederum die Tschechen. So hielt die aus der Ablehnung der völligen Gleichberechtigung beider Nationen in Böhmen und Mähren durch die Deutschböhmen entstandene politische Blockade bis in den Ersten Weltkrieg an. Nach dem Zerfall der Habsburgermonarchie beim Kriegsende 1918 wollten die Deutschen Cisleithaniens, die vorher ihre Privilegien als staatstragende Sprachgruppe genutzt hatten, „Deutschösterreich“ unter Einschluss der deutsch besiedelten Gebiete in Böhmen, Mähren und Österreichisch-Schlesien gründen; die Tschechen besetzten aber die böhmischen Länder sofort und verhinderten die aktive Teilnahme der dortigen Deutschen an der republikanischen österreichischen Staatsgründung. Die Deutschösterreicher hofften noch auf den Friedensvertrag von Saint-Germain 1919; an dessen Verhandlungen nahmen aber die Tschechen auf der Siegerseite teil, sodass ihnen ganz Böhmen, Mähren und (Österreichisch-)Schlesien zugeordnet wurden.
In der Folge wurden die Deutschen durch Gesetze und Verordnungen, auch in den Gemeinden, in denen sie die Mehrheit oder sogar vollständig die Bevölkerung ausmachten, zahlreichen Diskriminierungen ausgesetzt, die zu einer zunehmenden Radikalisierung des Verhältnisses zwischen Tschechen und Deutschen beitrugen. Eine Regelung von Mitbestimmungs- und Selbstverwaltungsrechten gelang nicht oder wurde in Teilen auch durch die tschechoslowakische Regierung verhindert. Die Gründung einer eigenen sudetendeutschen Bewegung unter Konrad Henlein im Jahr 1933 ist eine der Folgen dieser verfehlten Politik.

### 1938–1945
Die gravierenden und völkerrechtlich zu verwerfenden Ereignisse ab 1938 mit der Besetzung der Randgebiete der westlichen Tschechoslowakei Anfang Oktober 1938 in Anschluss an das sogenannte Münchner Abkommen, einem Diktat gegenüber der Tschechoslowakei, und der im März 1939 erfolgten Besetzung der sogenannten „Rest-Tschechei“ mit Bildung des Protektorats Böhmen und Mähren und Eigenstaatlichkeit der Slowakei auf Drängen des nationalsozialistischen Deutschen Reichs, änderten das Bild grundlegend.
Nach übereinstimmenden Quellen erreichte Exilpräsident Edvard Beneš bereits während des Krieges die Zustimmung der Alliierten zu einem großen „Bevölkerungstransfer“; dies geschah 1943 in Moskau in einem persönlichen Gespräch mit Josef Stalin. Die Zustimmung wurde jedoch geheim gehalten.
Großbritannien gab Beneš den Rat, auf das Schuldprinzip zu verzichten. Außenminister Anthony Eden warnte bereits im Herbst 1942 davor, die Anwendung des Schuldprinzips könne „das eventuell wünschenswerte Ausmaß von Bevölkerungsverschiebungen begrenzen“. Die USA hatten ebenfalls keinen Einwand gegen „die Eliminierung der deutschen Minderheit in der Tschechoslowakei“.
Im Oktober 1943 äußerte Edvard Beneš in London in kleinem Kreis:
Den Deutschen wird mitleidlos und vervielfacht all das heimgezahlt werden, was sie in unseren Ländern seit 1938 begangen haben.
Im November 1944, als das Land noch bis auf die Ostslowakei von deutschen Truppen besetzt war, rief der tschechoslowakische Militärbefehlshaber Sergěj Ingr in der BBC auf:
Schlagt sie, tötet sie, lasst niemanden am Leben.
Die antideutsche Stimmung wuchs nach tschechischen Quellen mit der Meinung über die Unerlässlichkeit der massiven Zwangsabschiebung im Inlands- und Auslandswiderstand sowie in der Mehrheit der tschechischen Gesellschaft schrittweise während der deutschen Okkupation der Tschechoslowakei. Sie kulminierte im Mai 1945, so dass vielen Tschechen weiteres deutsch-tschechisches Zusammenleben als unmöglich erschien.
Auslöser für die sofort nach Kriegsende beginnende Massendeportation war wiederum Beneš, der nun auch für die formaljuristische Basis des Vorgangs sorgte, vorerst durch Präsidialdekrete, bald durch parlamentarisch beschlossene Gesetze.
Bei einer Rede am 12. Mai 1945 in Brünn sagte Beneš, dass „wir das deutsche Problem in der Republik definitiv ausräumen müssen“ (tschech. Original: německý problém v republice musíme definitivně vylikvidovat), und vier Tage darauf auf dem Altstädter Ring in Prag, dass „es nötig sein wird, vor allem kompromisslos die Deutschen in den tschechischen Ländern und die Ungarn in der Slowakei zu eliminieren“ (tschech. Original: bude třeba vylikvidovat zejména nekompromisně Němce v českých zemích a Maďary na Slovensku). Solche Äußerungen verstanden vor allem junge Aktivisten als Einladung zu sofortigem Handeln.
Als Rechtfertigungsgrundlage für den Vorgang wird zumeist Artikel XIII des Protokolls der Potsdamer Konferenz herangezogen, in dem es u. a. heißt:

„Die drei Regierungen haben die Frage unter allen Gesichtspunkten beraten und erkennen an, daß die Überführung der deutschen Bevölkerung oder Bestandteile derselben, die in Polen, Tschechoslowakei und Ungarn zurückgeblieben sind, nach Deutschland durchgeführt werden muß. Sie stimmen darin überein, daß jede derartige Überführung, die stattfinden wird, in ordnungsgemäßer und humaner Weise erfolgen soll.“

Als die Potsdamer Konferenz am 17. Juli 1945 eröffnet wurde, hatte in der Tschechoslowakei die Vertreibung allerdings längst begonnen: Bis dahin war bereits eine Dreiviertelmillion Sudetendeutscher vertrieben worden. Da die Tschechoslowaken zu den Verbündeten der Alliierten gehörten, wurde das Fait accompli „abgesegnet“.

## Die „wilden“ Vertreibungen 1945

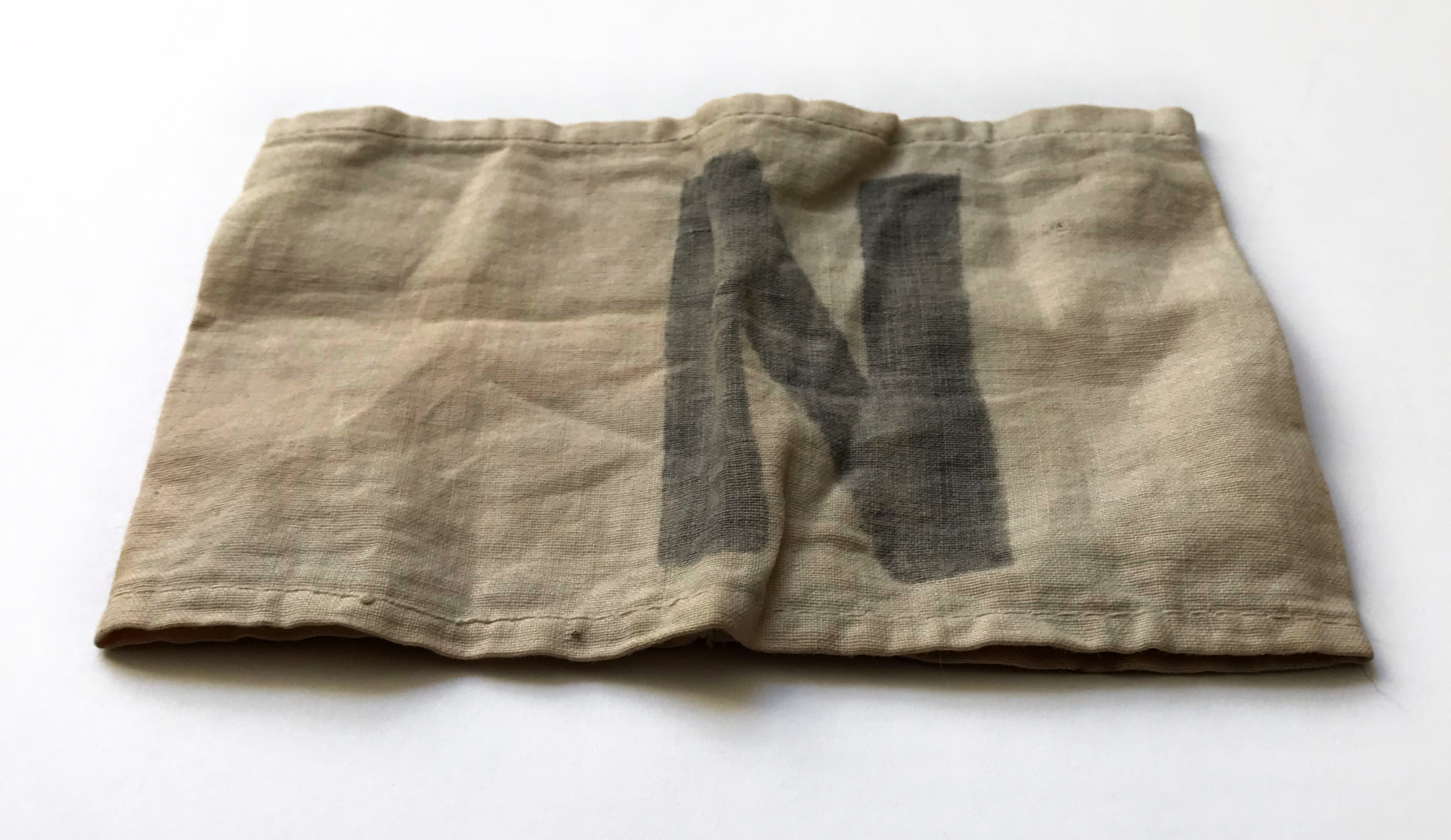
Armbinde für Deutsche, die nach dem Zweiten Weltkrieg in der Tschechoslowakei getragen werden musste. Das „N“ steht für „NĚMEC“ (Deutscher).

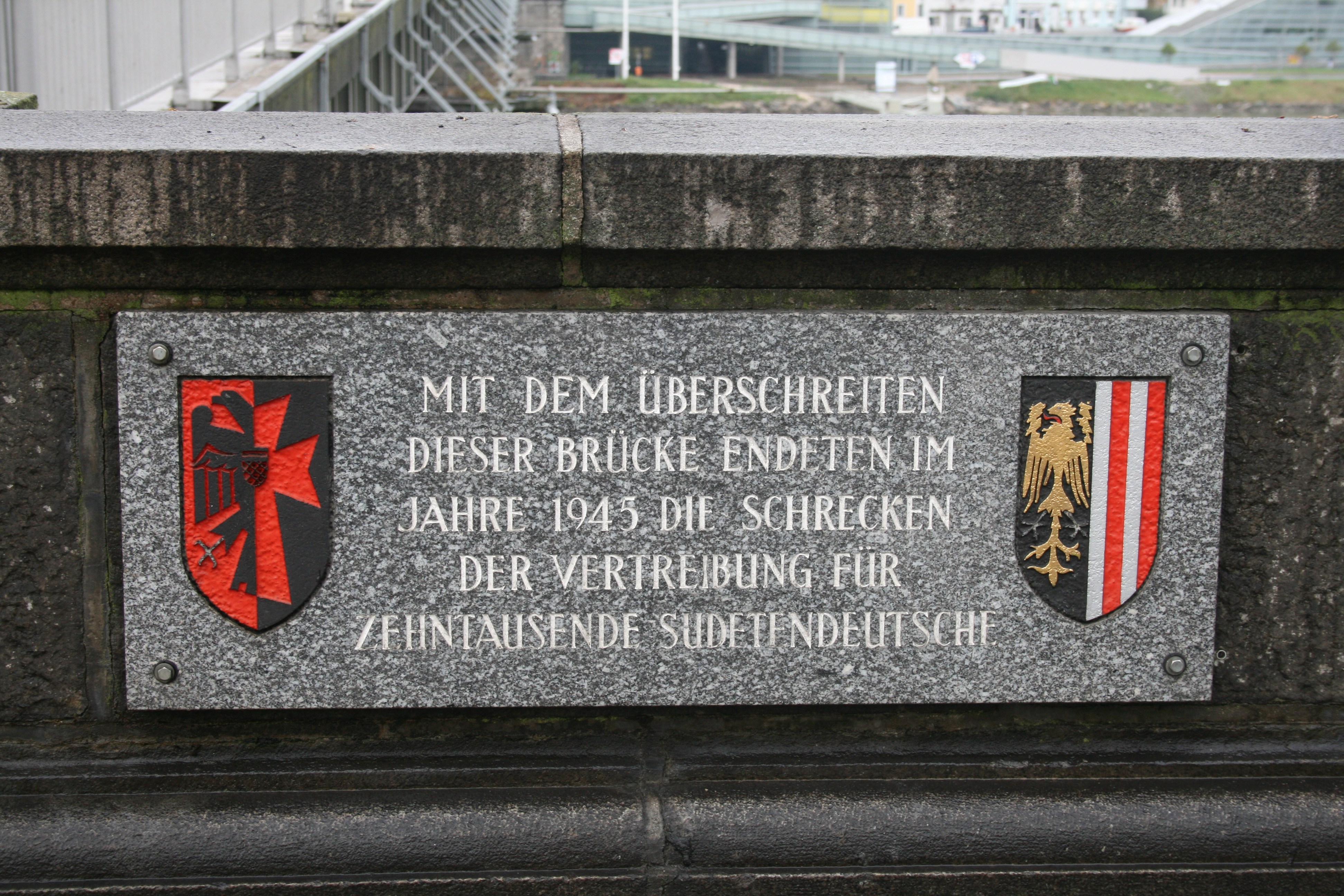
Gedenktafel an der Linzer Nibelungenbrücke; der Text nimmt indirekt darauf Bezug, dass Oberösterreich nördlich der Donau von der Roten Armee besetzt war.

Mit Beginn des Prager Aufstandes am 5. Mai 1945, noch vor der bedingungslosen Kapitulation der Wehrmacht am 8. Mai und somit noch vor der Befreiung durch alliierte Truppen, gelang es der tschechischen Bevölkerung, in Teilen des Landes die Kontrolle zu erringen. Dort kam es dann bereits zu ersten als „spontane Vertreibungen“ bezeichneten gewaltsamen Handlungen der tschechischen Bevölkerung gegen noch anwesende deutsche Bevölkerung.
Die öffentlichen Ansprachen Beneš’ am 12. und 16. Mai, in denen er die Entfernung der Deutschen als absolute Notwendigkeit erklärte, bildeten sodann den entscheidenden Impuls zur Intensivierung der „wilden Vertreibungen“ (tschech. divoký odsun), bei der es zu brutalen Exzessen und mörderischen Angriffen gegen Deutsche kam. Sogenannte „Entlausungstrupps“, oft aus ehemaligen Partisanen gebildet, durchforsteten sudetendeutsche Dörfer auf der Suche nach Nationalsozialisten. Viele von ihnen wurden an Ort und Stelle hingerichtet – und „aus Versehen“ auch Sudetendeutsche, die sich nichts hatten zuschulden kommen lassen.
Zwischen Kriegsende und der praktischen Umsetzung des Potsdamer Abkommens wurden durch diese sogenannten wilden Vertreibungen bereits an die 800.000 Deutsche – viele mussten nach Österreich – ihrer Heimat beraubt. Aufgrund des Beneš-Dekretes 108 wurde das gesamte bewegliche und unbewegliche Vermögen der deutschen Einwohner konfisziert und unter staatliche Verwaltung gestellt.
Um die Täter nicht vor Gericht stellen zu müssen, wurde in der Provisorischen Nationalversammlung am 8. Mai 1946 ein Straffreiheitsgesetz für im „Freiheitskampf“ zwischen 30. September 1938 und 28. Oktober 1945 begangene Straftaten beschlossen. Das Beneš-Dekret 115/46 erklärt Handlungen „im Kampfe zur Wiedergewinnung der Freiheit“ oder jene, „die eine gerechte Vergeltung für Taten der Okkupanten oder ihrer Helfershelfer zum Ziel hatte“, für nicht widerrechtlich.

### Ereignisse im Sommer 1945
- Landskron/Lanškroun, 17.–21. Mai 1945: „Strafgericht“ an den deutschen Einwohnern der Stadt mit am ersten Tag 24 Ermordeten und insgesamt um die 100 Todesopfern.
- Todesmarsch aus Brünn/Brno, 30.–31. Mai 1945: Vertreibung von etwa 27.000 Deutschen. Wahrscheinlich etwa 5200 Tote, davon 459 im Lager Pohrlitz/Pohořelice, etwa 250 Tote auf dem Marsch bis zur österreichischen Grenze und weitere 1062 Tote auf dem Weg weiter nach Wien. Die meisten kamen infolge schlechter Versorgung und Krankheiten um.

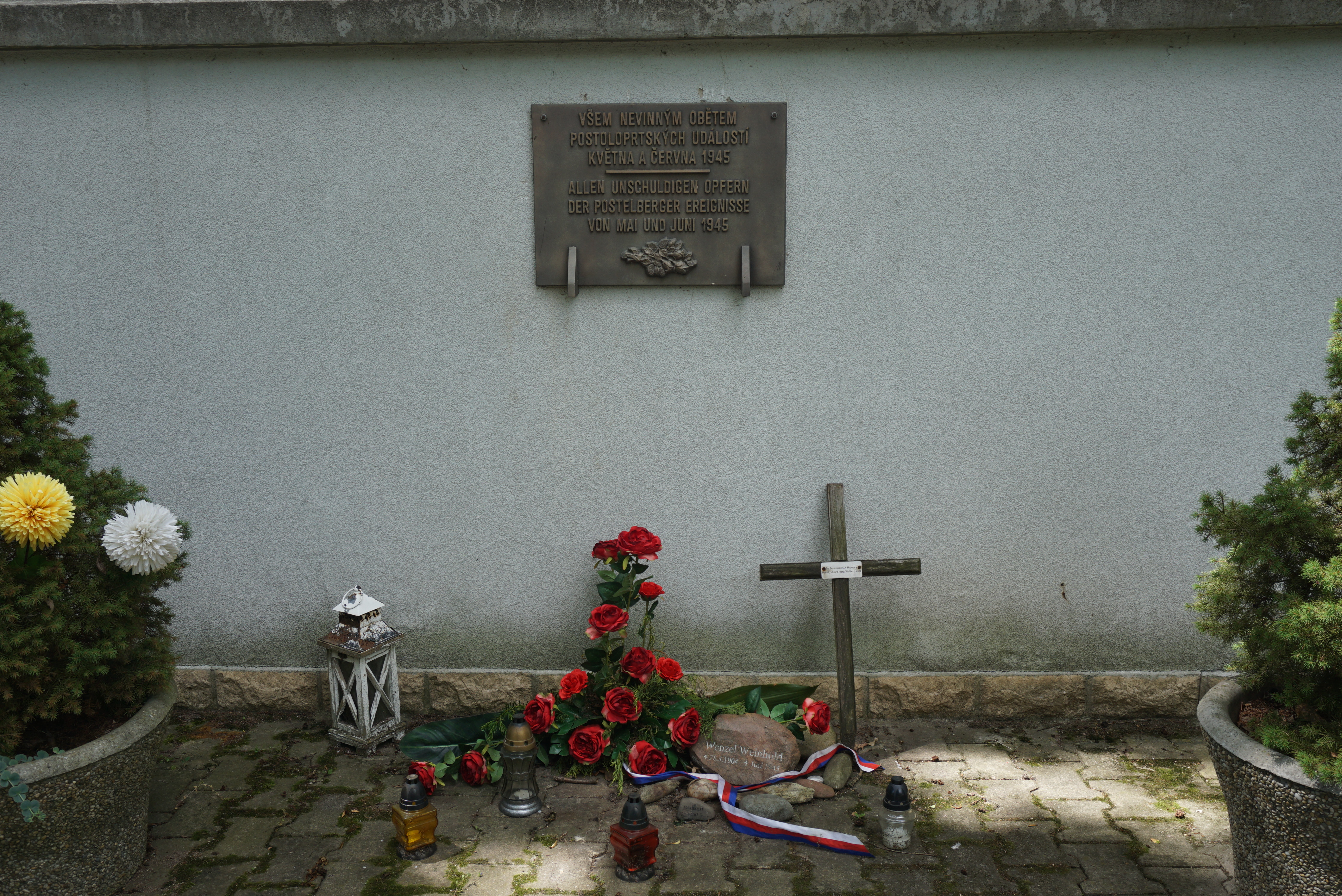
Gedenktafel auf dem Friedhof Postoloprty: „Allen unschuldigen Opfern der Postelberger Ereignisse von Mai und Juni 1945“

- Gedenktafel auf dem Friedhof Postoloprty: „Allen unschuldigen Opfern der Postelberger Ereignisse von Mai und Juni 1945“Massaker von Postelberg/Postoloprty und Saaz/Žatec, 31. Mai – 15. Juni 1945: 1947 von einer Untersuchungskommission des tschechoslowakischen Parlaments behandelt, wobei an Ort und Stelle große Zustimmung der Bevölkerung zum Massaker (als „verdiente Vergeltung“ für die Rohheiten der Deutschen) erhoben wurde; 763 Leichen im August 1947 aus Massengräbern exhumiert und verbrannt, davon 5 Frauen und 1 Kind; insgesamt rund 2000 Tote, ermordet von der 1. tschechoslowakischen Division unter General Oldřich Španiel. („Je weniger von ihnen übrig bleiben, umso weniger Feinde werden wir haben“).[23][24][25]
- Totzau/Tocov, 5. Juni 1945: 32 Ermordete.[26] Der Ort Tocov ist nicht mehr existent.
- Podersam/Podbořany, 7. Juni 1945: 68 Ermordete.

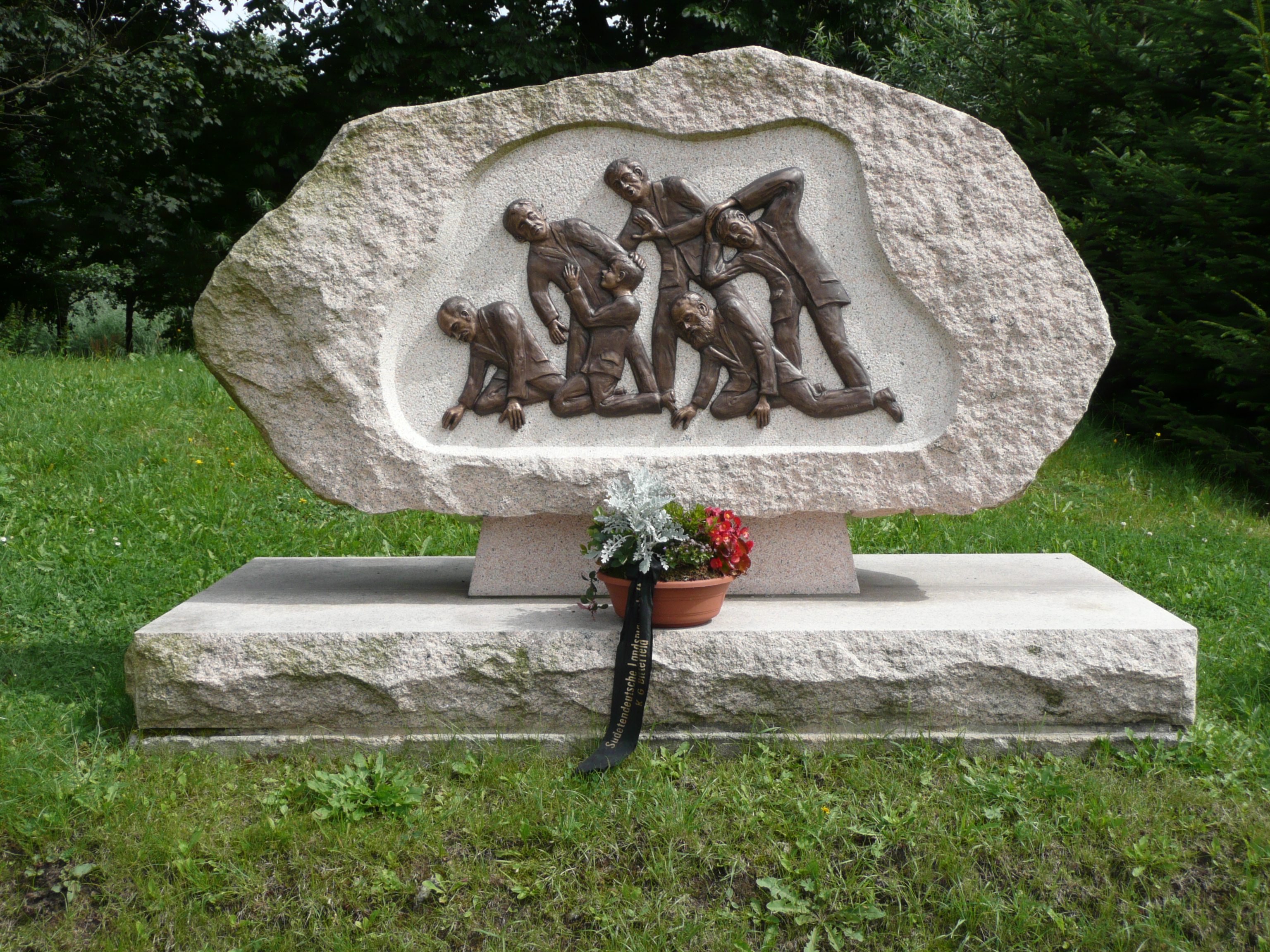
Gedenkstein für die Opfer des Todesmarsches von Komotau nach Mahlteuern am 9. Juni 1945 in Deutschneudorf

- Komotau/Chomutov, 9. Juni 1945: Zwischen 14 und 16 Menschen wurden im Ort getötet. Beim Todesmarsch starben weitere 70 Menschen. Im Lager Sklárna wurden 40 Menschen ermordet. Außerdem wurden einige Menschen von Soldaten aus dem Lager geholt und an einem anderen Ort ermordet. Insgesamt etwa 140 Todesopfer.
- Duppau/Doupov, Juni 1945: 24 Ermordete.[27] Die Stadt Duppau wurde später abgerissen.
- Prerau/Přerov: In der Nacht vom 18. zum 19. Juni 1945 erfolgte das Massaker von Prerau an geflüchteten Zipser Sachsen auf der Rückfahrt in ihre Heimat: 265 Ermordete, davon 71 Männer, 120 Frauen und 74 Kinder. Der älteste Ermordete war 80 Jahre alt, das jüngste Opfer war ein 8 Monate altes Kind. Sieben Menschen konnten flüchten.
- Jägerndorf/Krnov; erste wilde Vertreibung am 22. Juni 1945. Fußmarsch vom Lager am Burgberg über Würbenthal, Gabel, Gabel-Kreuz, Thomasdorf, Freiwaldau, Weigelsdorf, Mährisch-Altstadt bis Grulich. Dann im offenen Eisenbahnwaggon bis Teplitz-Schönau. Anschließend weiterer Fußmarsch bis zur Grenze nach Sachsen bei Geising im Erzgebirge.[28]
- Weckelsdorf/Teplice nad Metují, 30. Juni 1945: Ermordung von 23 Menschen, davon 22 Deutschen
- Aussig/Ústí nad Labem, 31. Juli 1945: etwa 80–100 Ermordete; Quellen nennen 30–700, selten über 2000 Ermordete.[29]
- Taus/Domažlice: etwa 200 Ermordete
- Ostrau/Ostrava: Im „Hanke-Lager“ wurden 1945 231 Deutsche ermordet.[30]

### Beneš’ Versprechen
Edvard Beneš versprach daraufhin am 14. Oktober 1945 in einer Rede in Mělník, deren Inhalt vermutlich auch im Ausland registriert werden sollte, humanes, moralisches Vorgehen:

„In der letzten Zeit werden wir jedoch in der internationalen Presse kritisiert, dass der Transfer der Deutschen in einer unwürdigen, unzulässigen Weise durchgeführt wird. Wir tun angeblich dasselbe, was die Deutschen uns taten; wir beschädigen angeblich unsere eigene Nationaltradition und unseren bisher untadeligen Ruf. Wir machen angeblich einfach die Nazisten in ihren grausamen, unzivilisierten Methoden nach.

Mögen diese Vorwürfe in Einzelheiten wahr sein oder nicht, ich erkläre ganz kategorisch: Unsere Deutschen müssen ins Reich weggehen und sie werden in jedem Fall weggehen. Sie werden wegen ihrer eigenen großen moralischen Schuld, ihrer Vorkriegswirkung bei uns und ihrer ganzen Kriegspolitik gegen unseren Staat und unser Volk weggehen. Die, die als unserer Republik treu gebliebene Antifaschisten anerkannt werden, können bei uns bleiben. Aber unser ganzes Vorgehen in der Sache ihrer Abschiebung ins Reich muss human, taktvoll, richtig, moralbegründet sein. […] Alle untergeordneten Organe, die sich dagegen versündigen, werden sehr entschieden zur Ordnung gerufen werden. Die Regierung wird in keinem Fall erlauben, dass der gute Ruf der Republik durch unverantwortliche Elemente beschädigt wird.“

## Die „Aussiedlung“ ab 1946
Die offizielle Abschiebung der deutschen Bevölkerung aus der Tschechoslowakei begann im Januar 1946. Während dieses Jahres wurden rund 2.256.000 Menschen ausgesiedelt, großteils nach Deutschland, zu einem kleinen Teil auch nach Österreich, wo letztlich 160.000 verblieben. Ausgenommen von der Abschiebung waren lediglich Personen, die unter Zugrundelegung der als „Beneš-Dekrete“ bezeichneten Präsidialdekrete unentbehrliche Facharbeiter oder nachweislich Gegner und Verfolgte des Naziregimes gewesen waren, wie z. B. sozialdemokratische oder kommunistische Widerstandskämpfer.
Die Regierung in Prag hatte verfügt, dass jede vertriebene Person nur 30 Kilogramm Gepäck mitnehmen durfte. Die Amerikaner setzen letztendlich aber durch, dass die Deutschen pro Person 50 Kilogramm ausführen konnten, darunter Lebensmittel für drei Tage. Sie bestanden außerdem darauf, dass nur vollständige Familien abgeschoben würden und dass die Deutschen vor der Ausweisung ärztlich untersucht und die Transporte von deutschen Ärzten und Krankenschwestern begleitet würden. Jeder Transport sollte aus 40 Waggons mit etwa 1200 Menschen bestehen. Den Deutschen wurde der Termin der Aussiedlung ein bis zwei Tage vorher mitgeteilt. Dann brachte man sie in Sammellager, wo sie bis zu drei Wochen auf den Abtransport warten mussten und von dort zu den Eisenbahnstationen. Unter Hinweis auf die katastrophale Versorgungslage in ihrer Zone drosselten die Amerikaner am 15. Juli die tägliche Aufnahmequote auf vier, im Oktober auf drei Transporte. Im Wahlkampf zu den tschechoslowakischen Parlamentswahlen vom Mai 1946 spielte die Frage der Vertreibung eine wichtige Rolle. Die nicht-kommunistischen Parteien beanspruchten ebenso wie die Kommunisten die Urheberschaft für diese „Endlösung“, wie sie der Generalsekretär der KSČ nannte. Die Kommunisten verwiesen auf die Unterstützung der Sowjetunion, die anderen Parteien auf die Aufnahme der Vertriebenen in der US-Zone. Die Kommunisten beschuldigten die bürgerlichen Parteien der Zusammenarbeit mit deutschen Parteien in der Republik der Zwischenkriegszeit und der Anpassung der Nachmünchner Republik an Hitler-Deutschland, während die anderen Parteien den Kommunisten vorwarfen, sie hätten bis 1943 keine „konsequent slawische“ Politik betrieben.

## Gottwaldschein
Der sog. Gottwaldschein (benannt nach dem ehemaligen Präsidenten der Tschechoslowakei, Klement Gottwald) erlaubte Teilen der deutschen Bevölkerung, nach einer Phase der Vertreibung, einen Verbleib im Staatsgebiet der Tschechoslowakei. Da dieser Verbleib auf dem Territorium der Tschechoslowakei an gewisse Bedingungen geknüpft war, entschlossen sich einige, die diesen Schein unterschrieben hatten, ab dem Jahr 1948 für eine Übersiedlung in das Nachkriegsdeutschland.

## Auswirkungen
Die 1945/46 erfolgte Vertreibung von etwa drei Millionen Deutschböhmen und Deutschmährern war nach den Auswirkungen der „Westverschiebung Polens“, die fünf Millionen Deutsche betraf, der größte Bevölkerungstransfer der Nachkriegszeit in Europa. Rund 250.000 Deutsche durften mit begrenzten Bürgerrechten bleiben. In den Jahren 1947 und 1948 wurden aber viele von ihnen zwangsweise in das Landesinnere umgesiedelt. Die offizielle Begründung lautete: „Umsiedlung im Rahmen der Zerstreuung der Bürger deutscher Nationalität“ (im Original: Přesun v rámci rozptylu občanů německé národnosti).
Die Vertreibung hatte folgende unmittelbare Auswirkungen:
- Die tschechischen Grenzgebiete waren nunmehr wesentlich dünner besiedelt als zuvor, insbesondere im ländlichen Raum. Weil nicht genug tschechische und slowakische Siedler aus anderen Landesteilen nachrücken konnten, sank in den ehemaligen Sudetengebieten nicht nur die Bevölkerungszahl, sondern auch die Produktivität der dort angesiedelten traditionellen Industriezweige.
- Das Fehlen von Millionen Deutschen, die größtenteils antikommunistisch eingestellt waren, erleichterte die Machtübernahme durch die Kommunisten 1948 und die Eingliederung der Tschechoslowakei in den Ostblock. Die Kommunisten konnten durch ihre aktive Rolle bei der Verteilung des konfiszierten deutschen Eigentums zusätzliche Wähler gewinnen und zugleich ein Feindbild schaffen: die ausgesiedelten Deutschen, gegen deren Revanchismus und Geschichtsrevisionismus der Tschechoslowakei nur ein enges Bündnis mit der Sowjetunion helfen könne.[35]
- In der Bundesrepublik Deutschland, in geringerem Ausmaß auch in Österreich, wurden heimatvertriebene Sudetendeutsche für lange Zeit ein politischer Faktor: Ein Teil der Vertriebenen bzw. ihrer Nachkommen bildet die Sudetendeutsche Landsmannschaft, einen Interessenverband, der sich selbst als „überparteiliche und überkonfessionelle Volkstumsorganisation der Sudetendeutschen in der Vertreibung“ (Vertreibung: tschech. vyhnání) bezeichnet. Vielfach wurden Patenstädte im Westen benannt. Dies gilt ebenfalls für die Sudetendeutsche Landsmannschaft in Österreich.[36] Der Gesamtdeutsche Block / Bund der Heimatvertriebenen und Entrechteten, eine von 1950 bis 1961 aktive politische Partei in der Bundesrepublik Deutschland, richtete sich auch an die aus ihrer Heimat vertriebenen Sudetendeutschen.

## Juristische und ethische Bewertung
In den 1950er, 1960er und weiten Teilen der 1970er waren die Vertreibungen aus Sicht der Tschechoslowakei ein generelles Tabuthema. Auch in der DDR und in Österreich gab es kein Interesse an einer Thematisierung. Lediglich in der Bundesrepublik Deutschland artikulierten sich die Vertriebenenverbände auf verschiedene Weise, wobei eine Tabuisierung häufig durch Stigmatisierung ersetzt wurde: Eine juristische Aufarbeitung unterblieb auch hier.
Erst im Jahr 1978 vertraten Exponenten der Charta 77 die Meinung, die Entrechtung der Deutschen sei die erste Stufe einer allgemeinen Entrechtung der gesamten tschechoslowakischen Bevölkerung gewesen. Im selben Jahr publizierte der slowakische Historiker Jan Mlynarik unter dem Pseudonym Danubius seine in der Tschechoslowakei heftigst kritisierten „Thesen zur Vertreibung“, in denen er diese als „Frucht der totalitären Diktaturen“ und als „unser offenes, umgangenes und häufig peinlich interpretiertes Problem“ bezeichnete.
Als sich nach dem Fall des Eisernen Vorhangs die Aufnahme der Tschechoslowakei bzw. dann tatsächlich Tschechiens und der Slowakei in die Europäische Union anbahnte, kam eine Diskussion über die völkerrechtlichen Aspekte der Vertreibung und der Beneš-Dekrete in Gang, von der die Organisationen der Sudetendeutschen in Deutschland und Österreich auch erhofften, damit die Beitrittskandidaten unter Druck setzen zu können.
In einem Rechtsgutachten, das im Auftrag der Bayerischen Staatsregierung im Jahr 1991 erstellt wurde, verurteilte der UN-Völkerrechtsberater Felix Ermacora die Vertreibungen ausdrücklich. Neben Ermacora vertraten auch Alfred de Zayas und Dieter Blumenwitz in der Beurteilung der Vertreibung seine Minderheitsposition, die insbesondere bei Vertriebenenverbänden und in nationalen Kreisen Unterstützung fand.
Die Mehrheit der Völkerrechtler wertet die Vertreibung der Sudetendeutschen dagegen nicht als Völkermord, weil, wie etwa Christian Tomuschat urteilt, „[…] trotz der Schwere der Taten von einer gezielten Gesamtaktion des Völkermordes nicht die Rede sein kann.“ Die Begriffe „Genozid“ und „Völkermord“ wurden von Vertriebenenfunktionären „als moralische Waffen (statt als juristisch-politische Werkzeuge)“ verwendet, um „die qualitativen Unterschiede zwischen alliierter/tschechischer und nationalsozialistischer Politik einzuebnen“.
Die Untersuchung der von der EU beauftragten Gutachter Jochen Frowein, Ulf Bernitz und Christopher Lord Kingsland, veröffentlicht am 2. Oktober 2002, befand, dass die (die deutsche Minderheit betreffenden) Beneš-Dekrete keinen Hinderungsgrund gegen den EU-Beitritt Tschechiens bildeten.

## Aufarbeitung der Vertreibung in Tschechien
Die seit dem Zweiten Weltkrieg unterbliebene Auseinandersetzung mit den Gewaltverbrechen an der deutschen Bevölkerung nach dem Zweiten Weltkrieg beschäftigt seit etwa dem Jahr 2000 in Tschechien die Öffentlichkeit.
Im August 2005 würdigte die Regierung der Tschechischen Republik deutsche NS-Gegner in der Tschechoslowakei und entschuldigte sich bei ihnen für die Vertreibung. Sie kündigte die Finanzierung des Projekts „Dokumentation der Schicksale aktiver NS-Gegner, die nach dem Zweiten Weltkrieg von den in der Tschechoslowakei angewendeten Maßnahmen gegen die sog. feindliche Bevölkerung betroffen waren“ an. Inzwischen entstand eine entsprechende Datenbank.
Die 1968 geborene Autorin Radka Denemarková veröffentlichte 2006 den Roman Peníze od Hitlera (wörtlich: Geld von Hitler), in dem sie die brutale Vertreibung einer aus einem KZ zurückgekehrten jüdischen Überlebenden schilderte. Er wurde 2007 mit dem Literaturpreis Magnesia Litera ausgezeichnet und daraufhin in mehrere Sprachen übersetzt, Deutsch 2009 unter dem Titel Ein herrlicher Flecken Erde. Alena Wagnerová rezensierte das Werk in der Neuen Zürcher Zeitung: „Die kollektive Vertreibung der Sudetendeutschen ist ein in Tschechien nach wie vor tabuisiertes Thema der Weltkriegsgeschichte. Nun wagt sich mit Radka Denemarková eine jüngere Autorin in bewegender Weise an das Tabuthema.“
Der frühere tschechoslowakische und tschechische Staatspräsident Václav Havel sagte 2009 in einem Interview zur ethischen Komponente der Vertreibung:

„Die Wahrheit ist, dass ich die Vertreibung kritisiert habe. Ich war damit nicht einverstanden, mein ganzes Leben lang nicht. Aber mit einer Entschuldigung ist das eine komplizierte Sache. […] So, als ob wir uns mit einem ‚Tut leid‘ plötzlich aus der historischen Verantwortung davon stehlen könnten. Letztendlich haben wir mit der Vertreibung draufgezahlt.“

Großes Aufsehen rief der Dokumentarfilm Zabíjení po Česku (Töten auf Tschechisch) des Regisseurs David Vondráček hervor, den das tschechische Fernsehen anlässlich der Feiern zum 65. Jahrestag der Befreiung am 6. Mai 2010 zur besten Sendezeit ausstrahlte. Vondráček verwendete darin zeitgenössische Amateuraufnahmen von Massenmorden an Deutschen am Ende des Zweiten Weltkrieges und während der beginnenden „wilden Vertreibungen“. Die Ausstrahlung des Films veranlasste weitere Zeugen von Massakern an Deutschen in der Tschechoslowakei ihr Schweigen zu brechen. Vondráček produzierte daraufhin einen zweiten Dokumentarfilm zum Thema unter dem Titel Sag mir, wo die Toten sind. Es kam zur Entdeckung von Massengräbern, wie in Dobronín bei Jihlava. Hier hatten Tschechen im Mai 1945 etwa ein Dutzend deutsche Einwohner ermordet. Es wurden Denkmäler und Gedenktafeln für die deutschen Opfer errichtet, wie 2009 in Postoloprty in Nordböhmen, wo tschechoslowakische Soldaten im Mai und Juni 1945 etwa 760 Deutsche erschossen.
Aus Anlass des 70. Jahrestages der Vertreibung wurde am 30. Mai 2015 zum wiederholten Mal in Brünn ein Gedenkmarsch veranstaltet. Der dortige Oberbürgermeister Pavel Vokřál hat in diesem Zusammenhang die Botschafter aus Deutschland und Österreich, Vertreter der Vertriebenenvereine und weitere Politiker aus beiden Nachbarländern eingeladen, die gewaltsame Vertreibung der deutschsprachigen Bevölkerung aus Brünn zum Anlass für gemeinsames Gedenken zu nehmen. Die Brünner Stadtverwaltung beschloss, die damaligen Ereignisse aufrichtig zu bedauern.
Nicht nur im bilateralen Verhältnis Deutschland-Tschechien wird die Vertreibung in Landsmannschaften thematisiert. Auch Österreich hat einen entsprechenden Verband und es bestehen darüber hinaus Patenstädte für Vertriebene.

## Museen und Ausstellungen
Am tschechischen Nationalfeiertag, dem 17. November 2021, wurde im Museum Collegium Bohemicum in Ústí nad Labem die Ausstellung Unsere Deutschen (Naši Němci) eröffnet. Deren Zustandekommen wurde mehrfach infrage gestellt. Auf einer Fläche von 1500 Quadratmetern in insgesamt 22 Räumen wird die Geschichte der deutschsprachigen Bevölkerung in den böhmischen Ländern vorgestellt und die Entwicklung deutsch-tschechischer Beziehungen vom Mittelalter bis ins 20. Jahrhundert thematisiert. Sie widmet sich selbstverständlich auch dem Thema der Nazi-Herrschaft und der Vertreibung der Sudetendeutschen. Das Museum Collegium Bohemicum ist eine Partnerinstitution des 2020 eröffneten Sudetendeutschen Museums in München.
Das Sudetendeutsche Museum in München wiederum erzählt die Geschichte der Deutschen in Böhmen, Mähren und Sudetenschlesien. Es vermittelt eine Vorstellung von der kulturellen, religiösen und wirtschaftlichen Lebenswelt vor 1945. Die Ausstellung thematisiert die politischen und sozialen Entwicklungen bis hin zur Katastrophe von Krieg und Vertreibung, schildert aber auch den mühsamen Neubeginn und die Integration. Die Dauerausstellung spannt einen Bogen über mehr als 1000 Jahre Geschichte, dargestellt in rund 900 Objekten auf 1200 Quadratmetern Ausstellungsfläche. In Berlin wird die Vertreibung aus der Tschechoslowakei im Dokumentationszentrum Flucht, Vertreibung, Versöhnung dargestellt.

## Opferzahlen
Die im Juni 1990 von den Außenministern der Bundesrepublik Deutschland und der Tschechoslowakischen Föderativen Republik, Hans-Dietrich Genscher und Jiří Dienstbier, gegründete „Deutsch-Tschechoslowakische Historikerkommission“, die seit 1993 als „Deutsch-Tschechische und Deutsch-Slowakische Historikerkommission“ agiert, kam im Jahr 1996 zu folgendem Ergebnis:

„Die Angaben über die Vertreibungsopfer, das heißt über die Menschenverluste, die die sudetendeutsche Bevölkerung während und im Zusammenhang mit der Vertreibung und zwangsweisen Aussiedlung aus der Tschechoslowakei erlitten hat, divergieren in extremem Maße und sind deshalb höchst umstritten. Die in deutschen statistischen Erhebungen angegebenen Werte streuen zwischen 220.000 und 270.000 ungeklärten Fällen, die vielfach als Todesfälle interpretiert werden, die in bisher vorliegenden Detailuntersuchungen genannte Größe liegt zwischen 15.000 und – maximal – 30.000 Todesfällen.“

„Die Differenz ist das Ergebnis unterschiedlicher Auffassungen über den Begriff der Vertreibungsopfer: Die Detailforschung neigt dazu, nur die Opfer von direkter Gewaltanwendung und abnormen Bedingungen zu berücksichtigen. Dagegen zählt man in Statistiken vielfach alle ungeklärten Fälle zu den Vertreibungsopfern hinzu.“

„Die voneinander abweichenden Angaben ergeben sich zudem auch aus der Tatsache, dass verschiedene Erhebungs- bzw. Auswertungsmethoden verwendet werden.“

Vor allem durch das Wechseln von Nationalitäten verschiedener Gruppen wie Individuen können diese Statistiken nicht miteinander verglichen werden.
Von 18.816 belegten Opfern der Vertreibungen und der Abschiebung waren 5.596 ermordet worden, 3.411 verübten Suizid, 6.615 kamen in Lagern um, 1.481 bei Transporten, 705 unmittelbar nach dem Transport, 629 bei einer Flucht und bei 379 Toten konnte man keine eindeutige Todesursache zuordnen.
Auf der Grundlage einer Volkszählung, von Rechnungen sowie Schätzungen und mit Rücksicht auf Kriegsverluste, Emigration und Massaker gab das Statistische Bundesamt im Jahr 1958 eine Erklärung heraus, der zufolge „es eine Gegensätzlichkeit in der Anzahl 225.600 Deutsche“ gebe, „deren Schicksal nicht aufgeklärt worden ist“. (Diese Zahl ist mehrmals korrigiert worden und bewegt sich auch in verschiedenen Quellen zwischen etwa 220.000 und 270.000, davon sollen ungefähr 250.000 Sudetendeutsche und 23.000 Karpatendeutsche sein.)
Gegner der von dieser Angabe abgeleiteten These, dass es rund 250.000 in der Vertreibung umgekommene Deutsche gegeben habe, behaupten, es sei falsch, diese Personen zur Gänze als Vertreibungsopfer zu klassifizieren. Die Anzahl der „unaufgeklärten Fälle“ sei viel höher als die Anzahl derer, die bei der Vertreibung und unmittelbar nach der Vertreibung nachweislich ums Leben gekommen sind. Anhänger dieser Version gehen von einer tatsächlichen Opferzahl zwischen 19.000 (gemäß der deutschen Gesamterhebung habe es etwa 5.000 Suizide und über 6.000 Opfer von Gewalttaten gegeben) und 30.000 aus.

## Bevölkerungsstatistik
Im Jahre 1930 gab es auf dem Gebiet des heutigen Tschechien 3.149.820 Deutsche. Nach der tschechoslowakischen Volkszählung 1950 lebten 159.938 Deutsche auf dem Gebiet des heutigen Tschechien (und einige Tausend in der Slowakei), 1961 waren es 134.143 (1,4 % der Bevölkerung von Tschechien), im Jahr 1991 48.556; in der Volkszählung im Jahr 2001 haben sich 39.106 Personen zur deutschen Nationalität bekannt. Die Abnahme zwischen 1961 und 1991 wurde wahrscheinlich durch die Emigration Deutscher nach der Zerschlagung des Prager Frühlings 1968 verursacht.

## Tschechische Argumente zur „Aussiedlung“
Golo Mann plädierte für ganz Europa dafür, „Ereignisse und Entscheidungen zwischen 1939 und 1947 als eine einzige Unglücksmasse, als eine Kette böser Aktionen und böser Reaktionen zu sehen“. Etwa in diesem Sinn wurde in der Tschechoslowakei zumeist argumentiert, um den „Abschub“ zu erklären.
Die bis heute in Tschechien vorherrschende Auffassung zu den Gründen der Vertreibung der Deutschen aus Böhmen und Mähren nach dem Ende des Zweiten Weltkriegs nennt folgende Ursachen aus den Jahren 1938 bis 1945:
- die Illoyalität eines beträchtlichen Teils der Sudetendeutschen gegenüber der 1918 gegründeten Tschechoslowakischen Republik, kulminierend in den Forderungen der Sudetendeutschen Partei unter Konrad Henlein als Vorsitzendem;
- den Nationalsozialismus und die durch ihn gegebene existenzielle Bedrohung der tschechischen Nation (die von der zeitgeschichtlichen Forschung bestätigt wird);
- das Münchner Abkommen von 1938, das der Tschechoslowakei aufgezwungen wurde und von ihr daher nicht als völkerrechtlich gültiger Vertrag angesehen werden konnte;
- die auf das Münchner Abkommen folgende Aussiedlung, Ermordung und Flucht der tschechischen Bevölkerung aus dem Sudetenland in die „Rest-Tschechei“ (ein Begriff Hitlers; über 150.000 Menschen, davon 115.000 Tschechen und andere etwa 70.000 bis 100.000 Emigranten in der zweiten Welle nach der Beendigung der Besetzung);
- die 1939 erfolgte Besetzung des verbliebenen tschechischen Gebietes und das NS-Terrorregime im Protektorat Böhmen und Mähren, symbolisiert durch das Massaker von Lidice 1942, mit Massenhinrichtungen, Massenvertreibungen und Konzentrationslagern in den Sudetenländern;
- die Tatsache, dass die Sudetendeutschen, ursprünglich tschechoslowakische Staatsbürger, 1938 zu Reichsbürgern erklärt wurden und somit nach tschechischer Auffassung 1945 bereits Ausländerstatus hatten, und dass die Mehrheit während des Krieges meist die verbrecherischen deutschen Kriegs- und Machtziele unterstützte;
- Sudetendeutsche waren oft zweisprachig, beherrschten Deutsch und Tschechisch, und leisteten ab Frühjahr 1939 auf allen Ebenen wesentliche Arbeit für das NS-Regime (Dolmetscher für NS-Machthaber, bei der Gestapo, als Richter, bei der Organisation von Arbeitsdeportationen etc.);
- durch die genannten Ereignisse und Haltungen sei, wie die tschechische Seite betont, der pauschale Hass der tschechischen Bevölkerung auf die Deutschen bis 1945 immer stärker angewachsen;
- der spontane Beginn der Vertreibung sei eine unmittelbare Reaktion auf die überaus brutale Bekämpfung des tschechischen Aufstands in Prag, Přerov (Prerau) und in anderen Orten Anfang Mai 1945 gewesen.

## Deutsche Argumente zur Vertreibung
- In Deutschland und Österreich werden die NS-Verbrechen in Tschechien nicht geleugnet; man wandte sich aber grundsätzlich gegen Kollektivstrafen statt Einzelfallprüfung.[59]
- Deutsche Zeitzeugen, die das Gebiet verlassen mussten, haben den damals bei Vertriebenen unter der Hand verbreiteten Spruch überliefert: "Früher ist uns Unrecht geschehen, jetzt geschieht's uns recht."[60]
- Klaus-Dietmar Henke betont, ab Mai 1945 sei „ein Sturm von Vergeltung, Rache und Hass durch das Land“ gefegt. „Wo die Truppen der Svoboda-Armee und die Revolutionsgarden auftauchten, fragten sie nicht nach Schuldigen oder Unschuldigen, sie suchten nach Deutschen.“[61] Somit sind nach deutscher Auffassung auch völlig schuldlose Menschen vertrieben worden. Die damit verbundene Enteignung wird als grundsätzlich rechtswidrig betrachtet.
- Es wird nicht geleugnet, dass ein Teil der sudetendeutschen Politiker keine Loyalität zur Tschechoslowakischen Republik entwickelt hat, aber darauf hingewiesen, dass das Selbstbestimmungsrecht der Sudetendeutschen 1918/1919, dem neuen Staat Deutschösterreich beizutreten, von den tschechoslowakischen Politikern grundsätzlich ignoriert und die Verfassung der neuen Republik ohne Einbeziehung der deutschen Volksgruppe geschaffen wurde. Der tschechoslowakische Minister Alois Rašín äußerte im November 1918: „Das Selbstbestimmungsrecht ist eine schöne Phrase. Jetzt aber, da die Entente gesiegt hat, entscheidet die Gewalt.“[62] „Das ist unser Staat lautete die apodiktische Formel des jungen tschechoslowakischen Nationalstaatsbewusstseins. […] Andererseits gab es damals in Ostmitteleuropa kaum eine zweite deutsche Minderheit, die sich wirtschaftlich so frei entfalten und politisch so uneingeschränkt hatte artikulieren können wie die Sudetendeutschen in der ČSR“.[63]
- Weiter wird daran erinnert, dass sudetendeutsche Politiker von 1926 bis 1938 in Regierungen der Tschechoslowakei vertreten waren und dass die kooperationsbereiten Parteien bis 1935 ca. 80 % der sudetendeutschen Stimmen erhielten.[64] 1935 setzte sich allerdings die Sudetendeutsche Partei mit 68 % der sudetendeutschen Stimmen durch.

Die Bundesrepublik Deutschland und die Tschechoslowakei haben im Dezember 1973 den so genannten Prager Vertrag (oder Normalisierungsvertrag) abgeschlossen und sodann diplomatische Beziehungen aufgenommen. Von sudetendeutscher Seite wurde kritisiert, dass in diesem Vertrag Vertreibung und Enteignung der Sudetendeutschen mit keinem Wort erwähnt sind. Allerdings wurden auch die NS-Verbrechen in der Tschechoslowakei nicht erwähnt; der Vertrag berechtigt niemanden zu Ansprüchen.

## Filme
- Die zweiteilige Dokumentation „Vertreibung. Odsun. Das Sudetenland“ (2020), Koproduktion von LOOKSfilm, Mitteldeutscher Rundfunk, Česká televize, ORF. In der Begründung für den deutsch-tschechischen Journalistenpreis 2021 steht: „Die Ereignisse werden weder schwarzweiß noch einseitig beschrieben, die Vertreibung weder zu einer allein tschechischen, noch einer allein deutschen Sache gemacht, sondern genau zu dem, was sie auch wirklich ist: einer gemeinsamen.“[69][70]